# All Access Europe
All Access Europe är ett videoalbum av Eminem från 2002. Albumet innehåller delar av Eminems liveframträdanden under en turné genom Europa för att spela hans låtar av albumet The Marshall Mathers LP. Albumet innehåller gästframträdanden av Dido, Marilyn Manson och Xzibit.

## Låtlista
1. "Hamburg" – 9:51
2. "Oslo" – 6:05
3. "Stockholm" – 3:35
4. "Amsterdam" – 9:33
5. "Brussels" – 7:11
6. "Paris" – 15:49
7. "Manchester" – 5:24
8. "London" – 14:14